# Ћао, ћао, бамбина!
„Ћао, ћао, бамбина!” је југословенски ТВ филм из 1988. године. Режирао га је Ведран Михлетић а сценарио су написали Драгутин Кренцер и Ведран Михлетић.

## Улоге
| Глумац                | Улога |
| --------------------- | ----- |
| Вицко Руиц            |       |
| Емир Хаџихафизбеговић |       |
| Рената Јурковић       |       |
| Свен Ласта            |       |
| Иво Грегуревић        |       |
| Зденко Јелчић         |       |
| Ивица Лешник          |       |
| Предраг Пређо Вусовић |       |
| Анкица Добрић         |       |

Остале улоге  ▼
| Глумац             | Улога |
| ------------------ | ----- |
| Данило Попржен     |       |
| Вељко Крулчић      |       |
| Живорад Томић      |       |
| Силвије Петрановић |       |
| Саша Војковић      |       |
| Младен Девчић      |       |